# Урочище Лисиця
Уро́чище Лиси́ця — ботанічна пам'ятка природи місцевого значення в Україні. Розташоване на східній околиці села Рогачин Тернопільського району Тернопільської області. 
Площа — 3 га. Оголошене об'єктом природно-заповідного фонду рішенням Тернопільської обласної ради від 18 березня 1994 року. Перебуває у віданні СП ім. Б. Хмельницького. 
Під охороною — лучно-степова рослинність, типова для Західного лісостепу. Місце оселення корисної ентомофауни.